# 芝利·卡士
芝利·卡士·蘇丹（匈牙利語：Ghéczy Gergely Zoltán，1980年11月3日—），生於匈牙利布達佩斯，匈牙利足球運動員，司職中堅，現時效力香港超級聯賽球會標準流浪。

## 球會生涯
芝利卡士生於匈牙利布達佩斯，於2009年來港加盟甲組地區球會沙田，惟在2010年3月18日，他突接獲球會管理層要求減薪三分一，並要搬離正居住的宿舍，及後他因未能接受球會減薪要求遭解僱，而芝利卡士足球經紀認為沙田管理層在處理其合約的方式存在問題，結果除向勞工處求助外，亦向沙田班主林大輝了解情況，最終芝利卡士因合約及住宿問題與沙田鬧上法庭，結果雙方庭外和解，而他獲賠償8,000港元，解約後芝利卡士改跟隨甲組球會公民操練，最終芝利卡士於2010年轉投由業餘球員組成的甲組球會港會。
不過最終港會排榜尾然，而在2011年1月8日在的聯賽盃8領先強賽事卻以2–1爆冷擊敗和富大埔首次殺入聯賽盃4強，及後在2月13日的聯賽盃4強先由芝利卡士取得入球，惟最終球會加時以1–2不敵天水圍飛馬出局，到2016/17球季，芝利卡士隨甲組聯賽亞軍的港會首度升上港超聯，但港會仍然維持其業餘身份陣中球員都有正職，隨後他在2017年2月17日主場迎戰R&F富力的護級大戰，梅開二度，惟最終港會仍以3–4落敗卻赢盡全場球迷掌聲，而結果港會亦宣佈護級失敗需降回甲組作賽，
球季完結後，芝利卡士以業餘身份加盟港超聯球會標準流浪，與前沙田教練狄恩再度合作，結果流浪在2018年4月22日主場不敵R&F富力後，宣告護級失敗。

## 球會榮譽
港會
- 香港甲組聯賽亞軍（2015–16季度）

## 外部連結
- 香港足球總會網頁球員註冊資料 （页面存档备份，存于）
- Transfermarkt - Ghéczy Gergely Zoltán （页面存档备份，存于）